# Bisdom Vegesela in Numidia
Het bisdom Vegesela (Latijn: Diocesis Vegeselitanus in Numidia) in de Romeinse provincie Numidië was een bisdom in het West-Romeinse Rijk en het Vandalenrijk van Noord-Afrika. Het bisdom bestond van de 4e tot de 7e eeuw in wat heden Algerije is.

## Romeins bisdom
Vegesela in Numidia was een Romeins fort in de Noord-Afrikaanse woestijn, in Algerije. Het huidig dorp draagt de naam Ksar-el-Kelb, wat betekent het fort van de hond. Vegesela droeg de bijnaam in Numidia, om het te onderscheiden van andere Romeinse forten met de naam Vegesela. De dichtst bijzijnde metropool was Theveste, heden de stad Tebessa. Vegesela lag op de weg tussen de kuststad Hadrumetum aan de Golf van Hammamet (Tunesië) en de metropool Theveste in het binnenland van Numidië (Algerije). 
Eind 4e eeuw werd de eerste bisschop van de stad Vegesela vernoemd, Reginus. In de loop van de 5e eeuw was de bisschopsstad een bolwerk van donatisten. Zij hadden nauwe connectie met de donatisten van Bagai, vandaag Baghai in Algerije. In het jaar 484 verjoegen troepen van koning Hunerik van het Vandalenrijk bisschop Donatianus, doch het bisdom bleef verder bestaan in het Vandalenrijk. Het bisdom verdween in de 7e eeuw, tezamen met het Vandalenrijk, omwille van Islamitische veroveringen. Resten van de basiliek van Vegesela zijn beschreven.

## Titulair bisdom
Vanaf de 20e eeuw verleent de Rooms-katholieke kerk de titel van bisschop van Vegesela in Numidia als eretitel.